# Artvin (tartomány)
Artvin tartomány Törökország egyik északkeleti tartománya a Fekete-tenger partján, Grúzia szomszédságában. Nyugaton Rize, délen Erzurum, keleten Ardahan határolja. Székhelye Artvin.
A tartományban törökök mellett lázok, hamsheni örmények és grúzok élnek.

## Körzetei
A tartománynak nyolc körzete van:
- Ardanuç
- Arhavi
- Artvin
- Borçka
- Hopa
- Murgul
- Şavşat
- Yusufeli